# أولاف بيرنر
أولاف بيرنر (بالألمانية: Olaf Berner) مواليد 31 أغسطس 1949 في إتسهويه، هو لاعب كرة يد ألماني معتزل لعب كجناح أيسر. لعب مع نادي كيل لكرة اليد خلال الستينات.

## روابط خارجية
- أولاف بيرنر على موقع نادي كيل لكرة اليد (الألمانية)